# União das Freguesias de Viseu
União das Freguesias de Viseu, häufig nur Freguesia de Viseu, ist eine Gemeinde (Freguesia) im Kreis (Concelho) von Viseu in Portugal. Sie stellt die eigentliche Innenstadtgemeinde von Viseu dar.
In der Gemeinde leben 23.430 Einwohner auf einer Fläche von 9,96 km² (Stand nach Zahlen von 2011).
Die Gemeinde entstand im Zuge der Gebietsreform in Portugal am 29. September 2013 durch Zusammenlegung der bisherigen drei Innenstadtgemeinden São José, Coração de Jesus und Santa Maria.